# Mária Németh
Mária Németh (Körmend, 13 marzo 1897 – Vienna, 28 dicembre 1967) è stata un soprano ungherese.

## Biografia
Studiò prima a Budapest, poi a Vienna, a Milano con Giannina Russ e a Napoli con Fernando De Lucia, debuttando nel 1923 a Budapest ne La regina di Saba di Karl Goldmark.
Ben presto la Wiener Staatsoper divenne il suo teatro d'elezione, apparendovi come protagonista dal 1925 al 1946. Fu presente inoltre in altri importanti teatri europei, come La Scala (1930, Turandot), l'Opera di Parigi (Il ratto dal serraglio) e la Royal Opera House di Londra (Turandot).
Il repertorio spaziò dai ruoli drammatici dell'opera italiana (Aida, Amelia, Turandot, Tosca) a quelli mozartiani (Regina della notte, Donna Anna, Costanza) e ad alcuni ruoli wagneriani, come Brunilde. È considerata uno dei maggiori soprani drammatici del periodo fra le due guerre.

## Repertorio
- Ludwig van Beethoven
  - Fidelio (Leonora)
- Vincenzo Bellini
  - Norma (Norma)
- Karl Goldmark
  - La regina di Saba (Sulamita)
- Charles Gounod
  - Faust (Margherita)
- Fromental Halévy
  - L'ebrea (Rachel)
- Pietro Mascagni
  - Cavalleria rusticana (Santuzza)
- Giacomo Meyerbeer
  - Gli ugonotti (Valentina)
  - Il profeta (Berta)
- Wolfgang Amadeus Mozart
  - Idomeneo (Elettra)
  - Il ratto dal serraglio (Costanza)
  - Don Giovanni (Donna Anna)
  - Il flauto magico (Regina della Notte)
- Amilcare Ponchielli
  - La Gioconda (Gioconda)
- Giacomo Puccini
  - Tosca (Floria Tosca)
  - Turandot (Turandot)
- Richard Strauss
  - Salomè (Salomè)
  - Arianna a Nasso (Arianna/Primadonna)
- Giuseppe Verdi
  - Il trovatore (Leonora)
  - Simon Boccanegra (Amelia Grimaldi)
  - Un ballo in maschera (Amelia)
  - La forza del destino (Donna Leonora di Vargas)
  - Aida (Aida)
- Richard Wagner
  - L'olandese volante (Senta)
  - Tannhäuser (Elisabeth)
  - Lohengrin (Elsa di Brabante)
  - La Valchiria (Brunilde)
  - Sigfrido (Brunilde)
  - Tristano e Isotta (Isotta)

## Discografia
- Aida (estratti, in tedesco e svedese), con Jussi Björling, Kerstin Thorborg, Alexander De Svéd, dir. Victor de Sabata - dal vivo Vienna 1936 ed. HRE
- Aida (estratti, in italiano e tedesco), con Beniamino Gigli, Rosette Anday, Alexander Sved, dir. Karl Alwin - dal vivo Vienna 1937 ed. GOP
- Aida (selez., in tedesco), con Todor Mazaroff, Kerstin Thorborg, Alexander Sved, dir. Bruno Walter - dal vivo Vienna 1937 ed. Kock-Schwann
- Maria Nemeth: Opera Arias By Verdi, Mozart, Weber, Goldmark - Maria Nemeth/Emil Schipper/Karl Alwin/Vienna State Opera Orchestra ed. Haenssler